# رئیس‌جمهور منتخب ایالات متحده آمریکا
رئیس‌جمهور منتخب ایالات متحده آمریکا (انگلیسی: President-elect of the United States) نامزدی است که به‌طور ضمنی برنده انتخابات ریاست‌جمهوری ایالات متحده شده و در انتظار مراسم تحلیف برای تبدیل شدن به رئیس‌جمهور است. در قانون اساسی ایالات متحده هیچ اشاره صریحی به زمان دقیق تبدیل شدن این فرد به رئیس‌جمهور منتخب وجود ندارد، هرچند که اصلاحیه بیستم از اصطلاح «رئیس‌جمهور منتخب» استفاده می‌کند و بدین ترتیب این اصطلاح توجیه قانونی می‌یابد. فرض بر این است که تأیید آرا توسط کالج الکترال ایالات متحده – که پس از سوم ژانویه و پس از سوگند خوردن کنگره جدید انجام می‌شود، طبق مفاد اصلاحیه دوازدهم – به‌طور واضح برنده موفق را به عنوان «رئیس‌جمهور منتخب» رسمی تحت قانون اساسی ایالات متحده تأیید می‌کند. به عنوان یک اصطلاح غیررسمی، رئیس‌جمهور منتخب از نیمه دوم قرن نوزدهم توسط رسانه‌ها استفاده شده و از دهه ۱۷۹۰ توسط سیاستمداران به کار رفته است. سیاستمداران و رسانه‌ها این اصطلاح را به برنده پیش‌بینی شده، حتی در شب انتخابات، نسبت داده‌اند و تعداد بسیار کمی از کسانی که در نهایت بازنده شدند، به این عنوان شناخته شده‌اند.
در حالی که روز انتخابات در اوایل نوامبر برگزار می‌شود، رأی‌گیری رسمی توسط اعضای کالج الکترال در اواسط دسامبر انجام می‌شود و مراسم تحلیف ریاست‌جمهوری (که در آن سوگند ریاست‌جمهوری ادا می‌شود) معمولاً در ۲۰ ژانویه برگزار می‌شود. تنها مفاد قانونی که به‌طور مستقیم به فردی که انتخابات ریاست‌جمهوری را برنده شده مربوط می‌شود، در دسترس بودن او برای ادای سوگند است. قانون انتقال ریاست‌جمهوری ۱۹۶۳ به اداره خدمات عمومی اختیار می‌دهد که برنده ظاهری انتخابات را تعیین کند و ترتیبی به‌موقع و سازمان‌یافته برای برنامه‌ریزی انتقال دولت فدرال در همکاری با تیم انتقال رئیس‌جمهور منتخب فراهم کند؛ همچنین شامل تأمین فضای اداری برای «نامزدهای موفق ظاهری» است. به‌طور عرفی، در دوره بین انتخابات و تحلیف، رئیس‌جمهور منتخب به‌طور فعال برای انجام وظایف ریاست‌جمهوری آماده می‌شود و با رئیس‌جمهور کنونی (یا رئیس‌جمهور لنگ) همکاری می‌کند تا انتقال مسئولیت‌های ریاست‌جمهوری به‌طور روان انجام شود. از سال ۲۰۰۸، روسای‌جمهور جدید همچنین از نام «دفتر رئیس‌جمهور منتخب» برای اشاره به سازمان انتقال خود استفاده کرده‌اند، با وجود اینکه توصیف رسمی برای آن وجود ندارد.
رؤسای‌جمهور فعلی که برای دوره دوم انتخاب مجدد شده‌اند، معمولاً به عنوان رئیس‌جمهور منتخب شناخته نمی‌شوند، زیرا آنها در حال حاضر در سمت خود هستند و در انتظار تبدیل شدن به رئیس‌جمهور نیستند. یک معاون رئیس‌جمهور که به عنوان رئیس‌جمهور انتخاب می‌شود، به عنوان رئیس‌جمهور منتخب شناخته می‌شود.